# 유언호 선생 묘 및 신도비
유언호 선생 묘 및 신도비는 경기도 안성시 대덕면 건지리에 있는 무덤 및 신도비이다. 1986년 5월 22일 안성시의 향토유적 제21호로 지정되었다.

## 개요
유언호 선생의 묘는 여흥 민씨와의 합장묘로서, 우측에는 정조의 어제 사제문(御製賜祭文)을 음각한 묘비가 1798년(정조22)에 건립되었는데, 4면 각자(刻字)의 묘비(墓碑)는 팔작 지붕형의 옥개(屋蓋)와 장방형의 비좌(碑座)를 갖추었으며, 대리석 비신 전면에는 <조선 의정대신 경연 강관 내각 학사 충문 유공언호 묘 증 정경부인 민씨 부좌(朝鮮 議政大臣經筵講官內閣學士忠文兪公彦鎬墓贈貞敬夫人閔氏附左)>라고 새기고 있다. 
비신의 규모는 107cm이고, 두께는 55cm이며, 묘 앞에는 상석·향로석과 좌우에 망주석·문인석 등의 석물(石物)이 각각 배치되어 있다.

## 같이 보기
- 유언호

## 참고 자료
- 유언호 선생 묘 및 신도비 - 안성문화관광/시지정문화재